# Thibau Nys
Thibau Nys (født 12. november 2002 i Bonheiden) er en professionel cykelrytter fra Belgien, der er på kontrakt hos Baloise Trek Lions (cykelcross) og Lidl-Trek (landevej).